# Lukovo
Lukovo (italsky Luccò) je malá vesnice a přímořské letovisko v Chorvatsku v Licko-senjské župě, spadající pod opčinu města Senj. Nachází se pod pohořím Velebit, asi 19 km jižně od Senje. V roce 2011 zde trvale žilo 36 obyvatel. Počet obyvatel zde, podobně jako u jiných vesnic v této oblasti, výrazně klesá.
Sousedními vesnicemi jsou Jablanac, Klada, Starigrad, Stinica, Sveti Juraj a Velike Brisnice.